# La Celle-Saint-Avant
La Celle-Saint-Avant là một xã thuộc tỉnh Indre-et-Loire trong vùng Centre-Val de Loire ở miền trung nước Pháp.